# Powiększanie biustu
Powiększanie biustu – zabieg chirurgiczny mający na celu korekcję kobiecych piersi zarówno w zakresie ich wielkości, jak i kształtu. Najczęściej w tym celu stosowane są implanty piersiowe  lub autogenna (własna pacjentki) tkanka tłuszczowa.  Ze względu na rodzaj wypełnienia implanty dzieli się na wypełnione solą fizjologiczną i żelem silikonowym. Ze względu na kształt dzieli się je na okrągłe i anatomiczne.

## Implanty wypełnione solą fizjologiczną
Implanty są wypełnione solą fizjologiczną czyli 0,9% roztworem wodnym chlorku sodu, NaCl. Początkowo implanty te miały bardzo delikatną powłokę, która dość często ulegała samoistnemu uszkodzeniu. Obecnie powłoka implantów tego typu jest zbudowana z elastomeru silikonu i ma odpowiednią odporność na urazy. Na podstawie decyzji amerykańskiej Agencji Żywności i Leków implanty wypełnione solą fizjologiczną były jedynymi rodzajami implantów dopuszczonymi do stosowania w Stanach Zjednoczonych w latach 1992–2006. Implanty wypełnione solą fizjologiczną są umieszczane w przestrzeni pod gruczołem piersiowym lub pod mięśniem piersiowym większym poprzez mniejsze cięcie chirurgiczne. Dopiero po implantacji są wypełniane roztworem fizjologicznym. W ciągu kolejnych lat po operacji dość często dochodzi do stopniowej utraty wypełnienia implantu, co objawia się zmniejszeniem jego rozmiaru i widocznymi pofałdowaniami powierzchni implantu. Jest to szczególnie widoczne u osób szczupłych ze skąpą tkanką gruczołową i tłuszczową.

## Implanty wypełnione żelem silikonowym
Wyróżnia się pięć generacji implantów silikonowych.
Pierwsza generacja.
Były to implanty produkowane przez firmę The Cronin-Gerow, model 1963 o kształcie kropli. Celem ograniczenia ich rotacji tylna ściana implantów była wykonana z Dacronu (Polyethylene terephthalate).
Druga generacja.
Były to implanty wprowadzone w 1970. Cechowały się cieńszą powłoką i mniejszą gęstością, kohezją żelu silikonowego, co znacznie poprawiło naturalność konsystencji implantów. W praktyce wzrósł odsetek samoistnych pęknięć powłoki i wycieku żelu. W konsekwencji wzrosła liczba powikłań po zabiegach wszczepienia tych implantów. Było to przyczyną działań prawnych rządu Stanów Zjednoczonych przeciw producentom implantów piersiowych szczególnie firmie Dow Corning Corporation.
Trzecia i czwarta generacja.
Implant te zostały wprowadzone w latach 80. XX wieku i cechowały się lepszą jakością powłoki poprawiającą ich szczelność oraz większą gęstością żelu silikonowego. Pozwoliło to na tworzenie implantów o kształcie anatomicznym lepiej dostosowanym do budowy ciała kobiety. Celem zmniejszenia ryzyka rotacji implanty te posiadały powierzchnię teksturowaną. Natomiast implanty okrągłe tej generacji posiadały zarówno powierzchnię gładką jak i teksturowaną.
Piąta generacja
W połowie lat 90. XX wieku wprowadzono implanty o jeszcze większej gęstości żelu, co  zmniejszyło ryzyko wycieku żelu przy utrzymaniu naturalnej jego konsystencji. Zdaniem wielu ekspertów implanty te cechuje także niższe ryzyko rozwoju torebki włóknistej dookoła implantu. Właściwy dobór tych implantów w oparciu o ściśle określone zasady pozwala na uzyskanie wyższego stopnia satysfakcji leczonych pacjentek.

## Implanty poliuretanowe
Są to implanty wykonane z pianki poliuretanowej, których największą zaletą jest zredukowanie częstości występowania torebki włóknistej dookoła implantu poprzez hamowanie rozwoju włókien kolagenowych. Mimo to stosowanie tych implantów zostało wstrzymane z powodu potencjalnego ryzyka działania rakotwórczej 2,4-toluenodiaminy (TDA) zawartej w piance poliuretanowej.

## Dobieranie implantów piersiowych
Różne są wskazania do zabiegu korekcji piersi z użyciem implantów, oraz różna jest wielkość i  kształt  piersi każdej kobiety. Stąd dobór właściwych implantów jest najważniejszym etapem leczenia korekcyjnego piersi. Od niego zależy efekt, który powinien spełniać oczekiwania pacjentki. W procesie wyboru implantów stosuje się szereg metod uwzględniających parametry anatomiczne pacjentki. Coraz częściej zastosowanie mają metody oparte na algorytmach używanych w programach komputerowych.  
Najnowszym urządzeniem pozwalającym na trójwymiarową analizę ciała w tym klatki piersiowej i piersi jest Vectra 3D firmy Canfield. Pozwala ono na dokładną analizę metryczną i objętościową piersi, wspomaga proces wyboru implantów  i tworzy w sposób przestrzenny symulację efektów leczenia.
Zabieg powiększania piersi nie tylko poprawia wygląd kobiety ale bardzo często ma ogromny wpływ na jej stan psychiczny. Najczęstszymi wskazaniami do zabiegu powiększenia piersi jest ich wrodzony niedorozwój, zaburzenia symetrii klatki piersiowej i piersi, zmiany w zakresie kształtu i wielkości piersi spowodowane przebytą ciąża i zmianą masy ciała kobiety oraz operacje amputacji piersi z powodu chorób nowotworowych, najczęściej raka piersi.  Według statystyk amerykańskich] zabiegi powiększania piersi są najczęściej wykonywanymi procedurami w chirurgii estetycznej. W procesie kwalifikacji do zabiegu uwzględnia się zarówno oczekiwania pacjentki jak i warunki anatomiczne w obrębie klatki piersiowej i piersi. Zabieg powiększania piersi z użyciem implantów piersiowych jest wykonywany najczęściej w znieczuleniu ogólnym. Cięcia chirurgiczne są zlokalizowane w okolicy fałdu podpiersiowego, pachy lub otoczki sutkowej. Implanty piersiowe są umieszczane w przestrzeni pod gruczołem piersiowym, pod mięśniem piersiowym większym lub podpowięziowo. Wielokrotnie stosowane jest umieszczenie implantów częściowo pod mięśniem piersiowym, częściowo pod gruczołem piersiowym. Jest to tak zwana technika dual plane, która umożliwia uzyskanie powtarzalnych, dobrych wyników w operacjach piersi o różnych kształtach. Wybór cięcia chirurgicznego, lokalizacji implantów i ich rodzaj zależą od warunków anatomicznych ciała pacjentki, jej preferencji oraz doświadczenia chirurga. Powrót pacjentki do pełnej sprawności po zabiegu trwa od jednego do dwóch tygodni. Najczęstszymi powikłaniami po zabiegu powiększania biustu są: infekcja, krwiak, zaburzenia czucia w obrębie brodawki i rozwój torebki włóknistej dookoła implantu.

## Przeciwwskazania powiększania piersi
- Zaburzenia krzepliwości krwi,
- Nadciśnienie tętnicze,
- Nieuregulowana cukrzyca,
- Ciąża,
- Infekcje skóry.

## Powiększanie biustu za pomocą  autogennej tkanki tłuszczowej
Coraz częściej w zabiegach powiększania piersi stosuje się przeszczep tkanki tłuszczowej pacjentki. Zabieg ten polega na przeszczepieniu komórek tłuszczowych z innych części ciała na przykład z brzucha do tkanek gruczołu piersiowego. Z uwagi na profilaktykę onkologiczną zabieg  powinien być poprzedzony konsultacją onkologiczną celem wykluczenia zwiększonego ryzyka rozwoju raka piersi. Wielokrotnie przed wszczepieniem tkanki tłuszczowej piersi są rozprężane przy użyciu aparatu podciśnieniowego Brava. Tym sposobem wytwarzana jest dodatkowa przestrzeń w obrębie piersi o wzmożonym ukrwieniu tkanek. Metoda ta zwiększa odsetek przeżywalności wszczepionej tkanki tłuszczowej i poprawia ostateczny efekt kosmetyczny zabiegu.

## Historia

### Wiek XIX
Implanty piersiowe były już używane w wieku XIX celem zwiększenia rozmiaru piersi i ich kształtu. W 1895 Vincenz Czerny, chirurg austriacko-niemieckiego pochodzenia, zastosował tkankę tłuszczową uzyskaną z tłuszczaka okolicy lędźwiowej, do korekcji asymetrii piersi wywołanej usunięciem guza z tej okolicy . W 1889 inny chirurg, Robert Gersuny, zastosował  płynną parafinę do ostrzyknięć piersi z fatalnym skutkiem. W początkach dwudziestego wieku lekarze używali innych materiałów celem powiększenia piersi, takich jak: kość słoniowa, kulki szklane, kauczuk, chrząstki wołowe, bawełna, kawałki polietylenu, gąbka poliuretanowa, gumę silastikową i protezy teflonowo-silikonowe.  

### Wiek XX
W 1945 Morton I. Berson i w 1950 Jacques Maliniac zastosowali i opisali użycie własnych tkanek w postaci płatów mięśniowo skórnych z okolic klatki piersiowej w celu powiększenia piersi. W latach 50. powszechnie stosowano środki syntetyczne w tym silikon w postaci płynne podawanej bezpośrednio do tkanek gruczołu piersiowego. Powodowało to rozwój licznych włókniaków i stwardnienie piersi wymagające leczenia chirurgicznego w tym odjęcia piersi (mastektomii) . W 1961 amerykańscy chirurdzy plastyczni Thomas Cronin i Frank Gerow wraz z firmą Dow Coening Corporation wyprodukowali pierwsze protezy piersiowe wypełnione żelem silikonowym. Pierwszy zabieg powiększenia piersi implantami silikonowymi został wykonany w 1963. W 1964 francuska firma Laboratoires Arion wyprodukowała pierwsze protezy piersiowe wypełnione solą fizjologiczną . Obecnie powszechnie stosowane są implanty wypełnione solą fizjologiczną oraz implanty wypełnione żelem silikonowym czwartej i piątej generacji.